# Chilliwack Mountain
Der Chilliwack Mountain ist ein 369 m hoher Berg mit einer Schartenhöhe von 349 m in der kanadischen Provinz British Columbia.

## Geographie
Der Chilliwack Mountain ragt aus der Schwemmebene des Fraser River in der Stadt Chilliwack auf. Er liegt am südlichen Ufer des Fraser gegenüber der Nordseite der Gemeinde Deroche, genau westlich von Downtown Chilliwack und östlich von Greendale, eines ländlichen Ortsteils von Chilliwack an seiner westlichen Grenze.

## Erschließung
Zunächst hauptsächlich bewaldet, wurde der Berg 1996 durch das City of Chilliwack Council im Rahmen des Chilliwack Mountain Comprehensive Development Plan zur groß angelegten Erschließung einer Vorstadt bestimmt, die im Endausbau 4.500 Personen oder 1.700 Wohneinheiten umfasst. Im Plan sind Gebiete ausgewiesen, die umweltmäßig und geotechnisch sensibel sind und entsprechend geschützt werden müssen.